# Chiesa di Santa Maria di Corte
La chiesa di Santa Maria di Corte è un edificio religioso di Cividale del Friuli, ora sconsacrato, localizzato a pochi metri dal palazzo pretorio, anticamente sede dei patriarchi di Aquileia.

## Storia
Come indicato dal suo nome, questo oratorio probabilmente apparteneva alla antica corte o curia patriarcale.
Le origini della chiesa sono ignote; una prima menzione risale al 1286, quando i signori di Villalta sono nominati come patroni, mentre nel 1564 viene riportato il patronato dei Nicoletti.

## Esterno

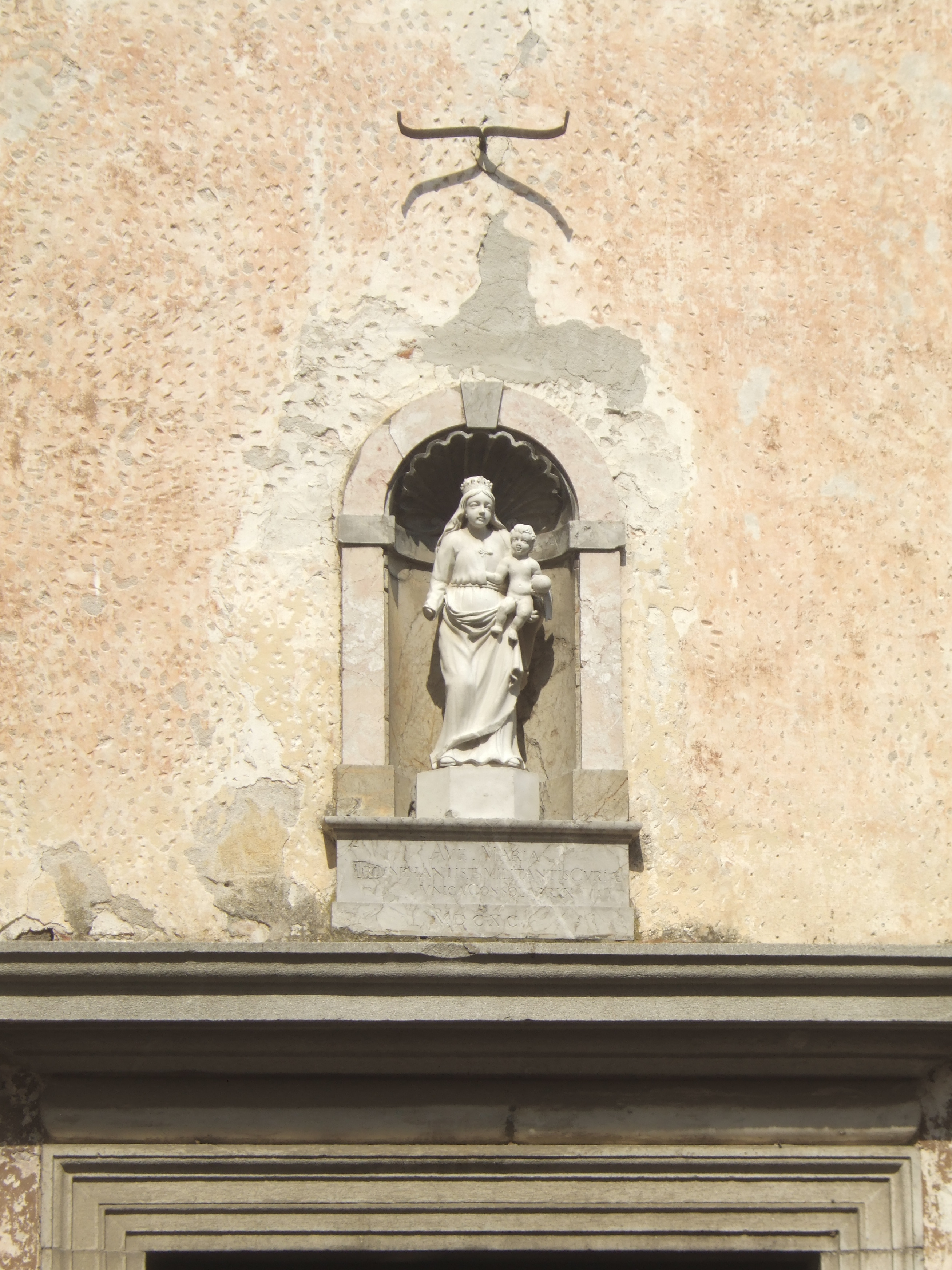
Nicchia con la statua della Vergine.

Il campanile risale al XIV-XV secolo, mentre la costruzione attuale al 1590, come riportato dall'epigrafe murata sulla facciata, la cui struttura, molto semplice, ha un portale cinquecentesco sormontato da una nicchia con una statua della  Vergine.
L'interno dell'oratorio è stato completamente rifatto nel corso del Settecento.

## Interno
L'interno è a singola navata con due altari laterali; l'altar maggiore ha una statua del  Redentore accompagnata da due angeli e da due putti.
Attualmente l'oratorio è utilizzato dalla Sezione degli studi storici di Cividale.